# William Ridgley
William 'Bebe' Ridgley (New Orleans, 15 januari 1882 – aldaar, 26 mei 1961) was een Amerikaanse jazztrombonist en orkestleider van de dixieland-jazz.

## Biografie
Ridgley speelde rond 1907 met het Silver Leaf Orchestra. Hij was met Papa Celestin co-leider van het Original Tuxedo Orchestra, dat beiden formeerden in 1916 en 1917. Daarin speelden soms Jeanette Salvant en Sweet Emma Barrett piano. Andere leden waren soms Manuel Manetta en Kid Shots Madison. In 1936 stopte hij wegens gezondheidsklachten met de muziek. Hij gold als vriendelijk, rustig en betrouwbaar. Zijn laatste optreden was in 1961 tijdens de treurmars bij de begrafenis van Alphonse Picou. Hij speelde ook met de brassband van Henry Allen in Algiers, de vader van Red Allen.

## Overlijden
William Ridgley overleed in mei 1961 op 79-jarige leeftijd.